# Jack Lord
Pour les articles homonymes, voir Lord.
John Joseph Patrick Ryan, né le 30 décembre 1920 à New York et mort le 21 janvier 1998 à Honolulu, Hawaii, plus connu sous le pseudonyme Jack Lord, est un acteur américain.
Son rôle le plus connu fut celui de Steve McGarrett dans la série Hawaï police d'État, de 1968 à 1980. Il a également tourné aux côtés de Sean Connery en 1962 dans James Bond 007 contre Dr No. Il y jouait le rôle de Felix Leiter mais ne fut pas rappelé pour ne pas faire d'ombre à l'acteur vedette.

## Biographie
Dans les années 1950, il suit les cours de l'Actor's Studio, aux côtés de Paul Newman, Marlon Brando, ou Marilyn Monroe. Pendant le tournage d'Hawaï police d'État, il est l'objet de critiques non affichées. En effet, Jack Lord est secret, voire taciturne, et ne parle guère avec les autres acteurs du casting. En revanche, lors des phases de tournage, il reste professionnel. Une partie de l'équipe de tournage en vient à le surnommer « The Lord ». Jack Lord était également peintre à ses heures, et plusieurs de ses toiles sont exposées dans des musées d'Hawaii.

## Mort
Atteint par la maladie d'Alzheimer à la fin de sa vie, il meurt d'une insuffisance cardiaque le 21 janvier 1998 à l'âge de 77 ans. Il a eu le soutien de son épouse Marie Lord jusqu'à sa mort. Ensemble, ils avaient créé une fondation en faveur des indigènes hawaïens et étaient reconnus pour être de grands défenseurs de la cause hawaïenne. Après sa mort, la commune d'Honolulu a décidé d'élever un buste à la mémoire de Jack Lord dans le centre-ville, fait unique pour un civil. Marie Lord est morte le 13 octobre 2005, à l'âge de 90 ans.

## Filmographie partielle

### Cinéma
- 1955 : Condamné au silence (The Court-Martial of Billy Mitchell) de Otto Preminger
- 1956 : Le Roi des vagabonds (The Vagabond King) de Michael Curtiz
- 1957 : Contrebande au Caire (Tip on a Dead Jockey), de Richard Thorpe
- 1958 : L'Homme de l'Ouest (Man of the West) : Coaley
- 1958 : Dans les griffes du gang (The True Story of Lynn Stuart), de Lewis Seiler : Willie Down
- 1959 : Le Bourreau du Nevada (The Hangman) : Johnny Bishop
- 1960 : Walk Like a Dragon de James Clavell : Lincoln Bartlett, dit Linc
- 1962 : James Bond 007 contre Dr No (Dr No) : Felix Leiter
- 1968 : Piège à San Francisco  (The Counterfeit Killer) de Józef Lejtes
- 1968 : Le Jeu de la mort (The Name of the Game Is Kill!) de Gunnar Hellström

### Télévision

#### Séries télévisées
- 1959 : Les Incorruptibles ((The Untouchables)) (saison 1, épisode 4, Le Meurtre de Jake Lingle) : Bill Hagen
- 1962 - 1963 : Stoney Burke : Stoney Burke
- 1965 : Combat ! (Combat!) (saison 4, épisode 4, "The Linesman") : Sgt Barney McKlosky
- 1968 - Les Envahisseurs (The Invaders) (saison 1, épisode 6, Vikor) : George Vikor
- 1968 - 1980 : Hawaï police d'État (Hawaii Five-O) : Steve McGarrett
- 2016 -     Hawaii 5-0 : épisode Makaukau 'oe e Pa'ani? : l'inconnu dans la chapelle. Reproduction numérique de Jack Lord.

L'homme avec qui McGarrett parle dans la chapelle est un fac-similé numérique (CGI, Computer Generated Imagery) de feu Jack Lord. Ce dernier a joué Steve McGarrett dans la série originale Hawaii-5-O de 1968 à 1980. La planification a été proposée au début de la série en tant que scène finale de la nouvelle série, mais les producteurs ont décidé de l’abandonner - ils ont finalement obtenu l’accord officiel de la succession de Jack Lord, gérée par une banque. L'imagerie CGI a été auparavant utilisée dans les deux derniers films de la franchise Terminator (Salvation et Genisys) où une image d'Arnold Schwarzenegger se superposait à celle d'un autre acteur.

## Voix françaises
- Roland Ménard (1923-2016) dans :
  - Condamné au silence
  - Hawaï police d'Etat
- Serge Sauvion (1929-2010) dans L'homme de l'Ouest
- Jacques Thébault (1924-2015) dans Le bourreau du Nevada
- Gérard Buhr (1928-1988) dans James Bond 007 contre Dr No
- Jean-Claude Michel (1925-1999) dans Piège à San Francisco